# تن چشم‌درشت
تن چشم‌درشت (نام علمی: Thunnus obesus) نام یک گونه از سرده تن‌های اصلی است.